# Gleszczonek
Gleszczonek – wieś w Polsce, położona w województwie wielkopolskim, w powiecie pilskim, w gminie Wyrzysk.
W latach 1975–1998 Gleszczonek administracyjnie należał do województwa pilskiego.
Przed 2023 r. miejscowość była częścią wsi Glesno.